# پال بوفا
پال بوفا (انگلیسی: Paul Boffa؛ ۳۰ ژوئن ۱۸۹۰ – ۶ ژوئیه ۱۹۶۲) سیاستمدار اهل مالت بود. وی از ۴ نوامبر ۱۹۴۷ تا ۲۶ سپتامبر ۱۹۵۰ نخست‌وزیر مالت بود.
پال بوفا در ۶ ژوئیه ۱۹۶۲، در سن ۷۲ سالگی درگذشت.